# Drone-lichtshow

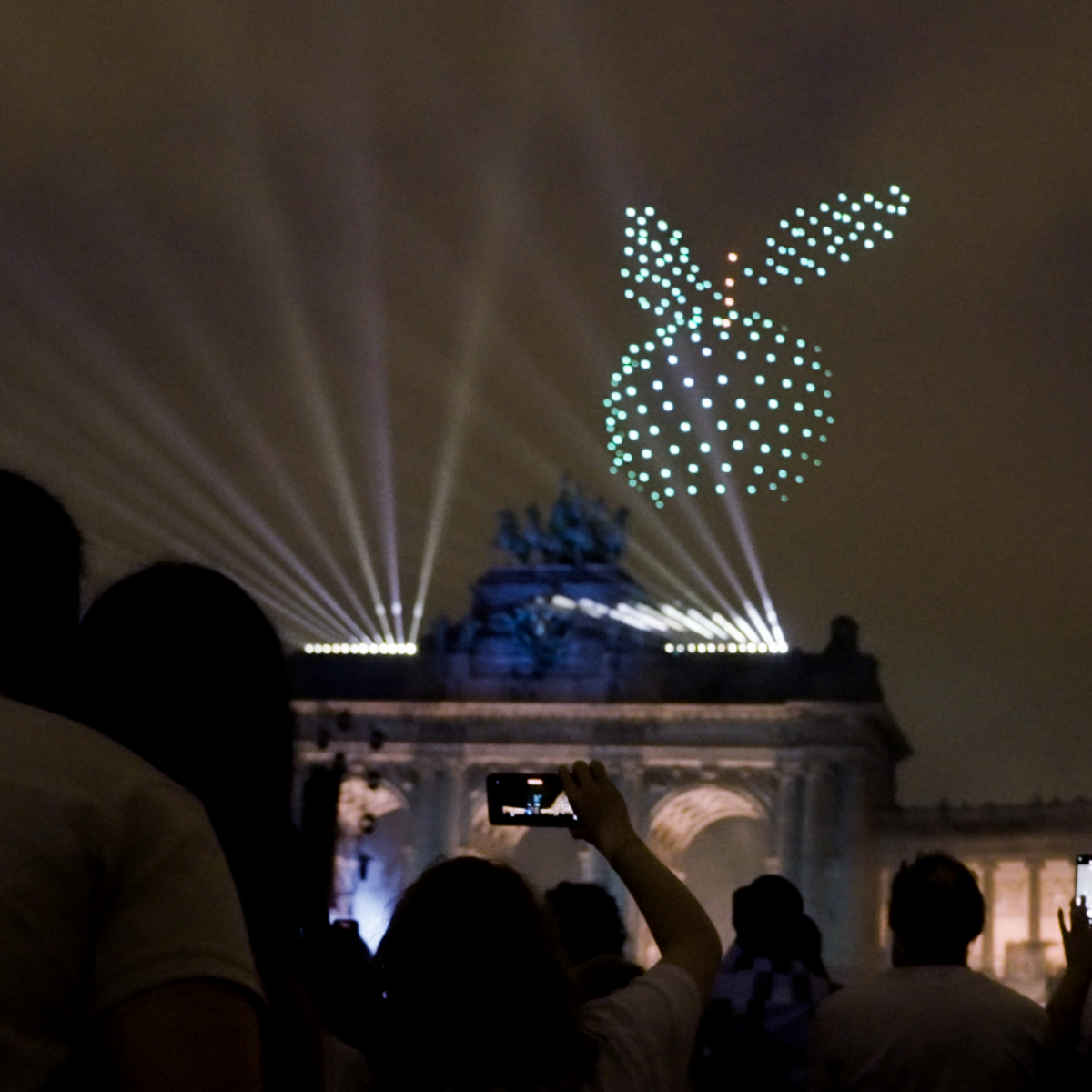
Drone-lichtshow tijdens de Belgische nationale feestdag 2024 in het Jubelpark op muziek van Lost Frequencies met lasers van LSE.

Een drone-lichtshow is een kunstvorm waarbij men drones, uitgerust met licht, laat opstijgen en gecoördineerd posities laat innemen om zo figuren en animaties hoog in de lucht te plaatsen. Deze vorm van luchtspektakel vervangt bij sommige gelegenheden het traditionele vuurwerk.
De eerste drone-lichtshow was in 2012 in Linz, Oostenrijk, waar Ars Electronica Futurelab, voor de eerste keer "SPAXELS" (naam afgeleid van "space pixels") gebruikte. 